# Judas and the Black Messiah
Judas and the Black Messiah er en amerikansk biografisk film fra 2021, der handler om forræderiet mod Fred Hampton (spillet af Daniel Kaluuya), formand for De Sorte Pantere i Illinois, i slutningen af 1960'ernes Chicago, begået af FBI-informanten William O'Neal (spillet af Lakeith Stanfield).
Filmen er instrueret og produceret af Shaka King, som skrev manuskriptet sammen med Will Berson, baseret på en historie af de to og Kenny og Keith Lucas.
En filmbiografi om Fred Hampton havde været i støbeskeen i flere år, hvor både Lucas-brødrene og Berson skrev og forhandlede manuskripter hver for sig siden 2014. Bersons version blev næsten lavet med F. Gary Gray som instruktør, men da det faldt igennem, blev King hyret til at styre projektet.
De medvirkende tiltrådte i 2019 og optagelserne startede i efteråret i Ohio.
Judas and the Black Meddiah havde premiere på Sundance Film Festival den 1. februar 2021. Filmen blev hyldet af kritikerne, der roste Kings instruktion, skuespillernes præstationer (især Kaluuyas og Stanfields) og filmens temaer.
Filmen blev nomineret til seks Oscarstatuetter ved Oscaruddelingen 2021 inklusive Bedste film og både Stanfield og Kaluuya blev nomineret til en Oscar for bedste mandlige birolle.